# Джулія Голдані Теллес
Джулія Голдані Теллес (англ. Julia Goldani Telles; нар. 18 березня 1995) — американська акторка та балерина.

## Біографія
Теллес народилася в Лос-Анджелесі. Її батько виходець з Мексики, мати — бразилійка. Вона переїхала з батьками до Ріо-де-Жанейро, коли їй було майже два роки. У віці п'яти років почала займатися балетом. Незабаром сім'я переїхала назад до Лос-Анджелеса у п'ятирічному віці. Теллес переїхала до Нью-Йорка, коли їй було тринадцять років. Навчалася в Професійній дитячій школі в Манхеттені.
Теллес навчалася в Школі американського балету. Виступала у численних балетних виставах, таких як «Спляча красуня», «Лускунчик», «Дон Кіхот» та «Лебедине озеро». Через травму зв'язки у пятнадцятирічному віці рік не займалася балетом. Щоб уникнути депресії, вона вирішила пройти курс драми.

## Фільмографія
| Рік       | Українська назва     | Оригінальна назва                 | Роль           | Примітки                      |
| --------- | -------------------- | --------------------------------- | -------------- | ----------------------------- |
| 2012–2013 | Балерини             | Bunheads                          | Саша Торрес    | головна роль                  |
| 2014      | Блакитна кров        | Blue Bloods                       | Морган         | серія: «The Bogeyman»         |
| 2014      | Щоденники Керрі      | The Carrie Diaries                | Амелія Стронг  | серія: «Hungry Like the Wolf» |
| 2014      | Медсестра Джекі      | Nurse Jackie                      | Менді          | 3 серії                       |
| 2014–2019 | Коханці              | The Affair                        | Вітні Солловей | головна роль                  |
| 2016      |                      | Gilmore Girls: A Year in the Life | Сенді Мартін   | серія: «Spring»               |
| 2018      | Кандидат на вбивство | Most Likely to Murder             | Тамі           |                               |
| 2018      | Тонка людина         | Slender Man                       | Геллі          |                               |
| 2018      | Обитель страху       | The Wind                          | Емма Гарпер    |                               |
| 2018      |                      | Looks That Kill                   |                |                               |
| 2019      | Дівчина за викликом  | The Girlfriend Experience         | Іріс           | головна роль                  |